# Danh sách tập của Running Man (2014)
Dưới đây là danh sách các tập của chương trình truyền hình thực tế Running Man được phát sóng vào năm 2014.

## Danh sách tập
| Tập # | Ngày phát sóng (Ngày ghi hình) | Khách mời | Landmark                                                                | Đội | Đội | Nhiệm vụ | Kết quả |
| ----- | ------------------------------ | --- | ----------------------------------------------------------------------- | --- | --- | --- | --- |
| 179   | 5/1/2014 (16/12/2013)          | Jae-kyung (Rainbow), John Park, Kim Kyung-ho, Lee Dong-wook, Park Soo-hong, Song Kyung-ah, Sung-kyu (Infinite)                                     | La Cuisine (Jung-gu, Seoul)                                             | Yoo Jae-suk & Park Soo-hong Gary & Jae-kyung Haha & Sung-kyu Ji Suk-jin & Kim Kyung-ho Kim Jong-kook & Song Kyung-ah Lee Kwang-soo & John Park Song Ji-hyo & Lee Dong-wook | Yoo Jae-suk & Park Soo-hong Gary & Jae-kyung Haha & Sung-kyu Ji Suk-jin & Kim Kyung-ho Kim Jong-kook & Song Kyung-ah Lee Kwang-soo & John Park Song Ji-hyo & Lee Dong-wook | Nấu bữa ăn ngon nhất tuần đầu năm 2014                                                                                        | Kim Jong-kook & Song Kyung-ah Thắng Kim Jong-kook và Song Kyung-ah mỗi người nhận được con ngựa vàng. |
| 180   | 12/1/2014 (16/12/2013)         | Jae-kyung (Rainbow), John Park, Kim Kyung-ho, Lee Dong-wook, Park Soo-hong, Song Kyung-ah, Sung-kyu (Infinite)                                     | La Cuisine (Jung-gu, Seoul)                                             | Yoo Jae-suk & Park Soo-hong Gary & Jae-kyung Haha & Sung-kyu Ji Suk-jin & Kim Kyung-ho Kim Jong-kook & Song Kyung-ah Lee Kwang-soo & John Park Song Ji-hyo & Lee Dong-wook | Yoo Jae-suk & Park Soo-hong Gary & Jae-kyung Haha & Sung-kyu Ji Suk-jin & Kim Kyung-ho Kim Jong-kook & Song Kyung-ah Lee Kwang-soo & John Park Song Ji-hyo & Lee Dong-wook | Nấu bữa ăn ngon nhất tuần đầu năm 2014                                                                                        | Kim Jong-kook & Song Kyung-ah Thắng Kim Jong-kook và Song Kyung-ah mỗi người nhận được con ngựa vàng. |
| 181   | 19/1/2014 (17/12/2013)         | Lee Jong-suk, Lee Se-young, Park Bo-young | Duckdo Elementary School (Yangju, Gyeonggi-do)                          | Đội nam sinh (Yoo Jae-suk, Gary, Haha, Ji Suk-jin, Lee Jong-suk) Đội nữ sinh (Kim Jong-kook, Lee Kwang-soo, Song Ji-hyo, Lee Se-young, Park Bo-young) | Cặp đôi bí mật (Song Ji-hyo, Lee Jong-suk) | Tìm cặp đôi bí mật | Đội nam sinh Thắng Song Ji-hyo và Lee Jong-Suk bị phun bột vào người |
| 182   | 26/1/2014 (6/1/2014)           | Do-hee (Tiny-G), Si-wan (ZE:A), Yeo Jin-goo | Trung tâm sản xuất SBS Tanhyeon-dong (Ilsanseo-gu, Goyang, Gyeonggi-do) | Ngựa phi nước đại: Yoo Jae-suk & Ji Suk-jin Gary & Lee Kwang-soo Haha & Yeo Jin-goo Kim Jong-kook & Do-hee Song Ji-hyo & Si-wan Running Land Big 3: Yoo Jae-suk & Yeo Jin-goo Gary & Song Ji-hyo Haha & Do-hee Ji Suk-jin & Lee Kwang-soo Kim Jong-kook & Si-wan | Cuộc đua mảnh Janggi: Đội Han (Yoo Jae-suk, Gary, Ji Suk-jin, Do-hee, Yeo Jin-goo) Đội Cho (Haha, Lee Kwang-soo, Kim Jong-kook, Song Ji-hyo, Si-wan) | Đánh bại đội khác | Đội Han Thắng Đội Han mỗi thành viên nhận được mảnh janggi vàng. |
| 183   | 2/2/2014 (20/1/2014)           | Jo Min-su, Moon So-ri, Uhm Jung-hwa | SBS Broadcasting Center (Mok-dong, Yangcheon-gu, Seoul)                 | Không chia đội | Không chia đội | Tìm đối tác định mệnh | Tất cả Thắng Mọi người nhận được nhẫn vàng. |
| 184   | 9/2/2014 (27/1/2014)           | Baro (B1A4), Kang Ye-won, Park Seo-joon, Seo In Guk, Son Ho-joon                                                                                   | Minjok Muyewon (Danwol-myeon, Yangpyeong-gun, Gangwon-do)               | Đội Running Man (Yoo Jae-suk, Gary, Haha, Ji Suk-jin, Lee Kwang-soo, Song Ji-hyo) | Đội ngôi sao (Kim Jong-kook, Baro, Kang Ye-won, Park Seo-joon, Seo In-guk, Son Ho-joon) | Đánh bại đội khác | Đội Running Man Thắng Mỗi thành viên đội Running Man nhận 1 huy hiệu Taegeuk bằng vàng. |
| 185   | 16/2/2014 (4/2/2014)           | Không khách mời | Gwacheon National Science Museum (Gwacheon-dong, Gwacheon, Gyeonggi-do) | Cheon Song-yi (Yoo Jae-suk) Do Min-joon (Haha) | Nhân vật phản diện (Kim Jong-kook) Đội nhiệm vụ (Gary, Ji Suk-jin, Lee Kwang-soo, Song Ji-hyo) | Cưỡi đĩa bay đến Ngôi sao vàng                                                                                                | Cheon Song-yi Thắng Yoo Jae-suk nhận được dây chuyền vàng. |
| 186   | 23/2/2014 (10/2/2014)          | Jung Yong-hwa, Kang Min Hyuk, Lee Jong-hyun, Lee Jung-shin (CNBLUE), Shim Eun-kyung                                                                | The Shilla Duty Free Shop (Jangchung-dong, Jung-gu, Seoul)              | Đội vàng (Yoo Jae-suk, Gary, Haha, Ji Suk-jin) Đội đỏ (Kim Jong-kook, Lee Kwang-soo, Song Ji-hyo, Shim Eun-kyung) Đội xanh (Jung Yong-hwa, Kang Min-hyuk, Lee Jong-hyun, Lee Jung-shin) | Đội vàng (Yoo Jae-suk, Gary, Haha, Ji Suk-jin) Đội đỏ (Kim Jong-kook, Lee Kwang-soo, Song Ji-hyo, Shim Eun-kyung) Đội xanh (Jung Yong-hwa, Kang Min-hyuk, Lee Jong-hyun, Lee Jung-shin) | Tìm huy chương | Đội xanh Thắng |
| 187   | 2/3/2014 (11/2/2014)           | Không khách mời | Sông Hàn (Mapo-gu, Seoul)                                               | Đội Đại học Hàn Quốc (Yoo Jae-suk, sinh viên Đại học Hàn Quốc) Đội nữ sinh đại học Sungshin (Gary, Đội nữ sinh đại học) Đội Đại học Dongguk (Haha, sinh viên Đại học Dongguk) Đội Đại học Kyung Hee (Ji Suk-jin, sinh viên Đại học Kyung Hee) Đội Đại học Chung-Ang (Kim Jong-kook, sinh viên Đại học Chung-Ang) Đội Đại học Sogang (Lee Kwang-soo, sinh viên Đại học Sogang) Đội Đại học Konkuk (Song Ji-hyo, sinh viên Đại học Konkuk) | Đội Đại học Hàn Quốc (Yoo Jae-suk, sinh viên Đại học Hàn Quốc) Đội nữ sinh đại học Sungshin (Gary, Đội nữ sinh đại học) Đội Đại học Dongguk (Haha, sinh viên Đại học Dongguk) Đội Đại học Kyung Hee (Ji Suk-jin, sinh viên Đại học Kyung Hee) Đội Đại học Chung-Ang (Kim Jong-kook, sinh viên Đại học Chung-Ang) Đội Đại học Sogang (Lee Kwang-soo, sinh viên Đại học Sogang) Đội Đại học Konkuk (Song Ji-hyo, sinh viên Đại học Konkuk) | Băng qua sông Hàn | Đội Đại học Konkuk Thắng Đội Đại học Sungshin về nhì. Đội Đại học Korea về ba. Ba đội về đầu mỗi đội nhận được tiền học bổng. |
| 188   | 9/3/2014 (23/2/2014)           | Kim Woo-bin, Rain | Palm Beach (Gold Coast, Queensland, Úc)                                 | Yoo Jae-suk & Kim Woo-bin Gary & Ji Suk-jin Haha & Kim Jong-kook Lee Kwang-soo & Rain | Yoo Jae-suk & Kim Woo-bin Gary & Ji Suk-jin Haha & Kim Jong-kook Lee Kwang-soo & Rain | Tìm bốn yếu tố (Nước, gió, đất, lửa)                                                                                          | Kim Jong-kook - Rain & Song Ji-hyo thắng Kim Jong-kook và Rain quả bóng vàng. |
| 189   | 16/3/2014 (24/2/2014)          | Kim Woo-bin, Rain | Cung triển lãm Hoàng gia (Melbourne, Victoria, Úc)                      | Yoo Jae-suk & Ji Suk-jin Gary & Haha Kim Jong-kook & Rain Lee Kwang-soo & Kim Woo-bin | Thần đất (Song Ji-hyo) | Tìm bốn yếu tố (Nước, gió, đất, lửa)                                                                                          | Kim Jong-kook - Rain & Song Ji-hyo thắng Kim Jong-kook và Rain quả bóng vàng. |
| 190   | 23/3/2014 (10/3/2014)          | Gong Hyung-jin, Kang Ha-neul, Kim Ji-seok, Kwon Hae-hyo, Goo Hye-Sun, Lee Sang-yoon, Seung-ri (Big Bang)                                           | Seoul Metropolitan Fire Academy (Banghak-dong, Dobong-gu, Seoul)        | Đội Running Man (Yoo Jae-suk, Gary, Haha, Ji Suk-jin, Kim Jong-kook, Lee Kwang-soo, Song Ji-hyo) | Đội mắt thiên thần (Gong Hyung-jin, Kang Ha-neul, Kim Ji-seok, Kwon Hae-hyo, Ku Hye-sun, Lee Sang-yoon, Seung-ri) | Hoàn thành quá trình tiếp sức chữa cháy                                                                                       | Đội Running Man thắng Thành viên Running Man nhận được hai phong bì vàng chứa tiền. |
| 191   | 30/3/2014 (25/2/2014)          | Kim Woo-bin, Rain | Sovereign Hill (Ballarat, Victoria, Úc)                                 | Không chia đội | Không chia đội | Đánh bại thành viên khác | Kim Woo-bin Thắng Kim Woo-bin nhận được tiền thưởng. |
| 192   | 6/4/2014 (17/3/2014)           | Kim Dong-jun (ZE:A), Kim Jung-nan, Kim Min-jong, Lee Sang-hwa, Lim Ju-hwan, Oh Man-seok, Ryu Seung-soo                                             | Ttangkkeut Auto Camp (Haenam-gun, Jeollanam-do)                         | Yoo Jae-suk & Ryu Seung-soo Gary & Lee Sang-hwa Haha & Oh Man-suk Ji Suk-jin & Kim Jung-nan Kim Jong-kook & Kim Min-jong Lee Kwang-soo & Lim Ju-hwan Song Ji-hyo & Kim Dong-jun | Yoo Jae-suk & Ryu Seung-soo Gary & Lee Sang-hwa Haha & Oh Man-suk Ji Suk-jin & Kim Jung-nan Kim Jong-kook & Kim Min-jong Lee Kwang-soo & Lim Ju-hwan Song Ji-hyo & Kim Dong-jun | Đến địa điểm tổ chức trận chung kết đầu tiên                                                                                  | Lee Kwang-soo & Lim Ju-hwan thắng Lee Kwang-soo và Lim Ju-hwan được ngủ trong nhà di động, các đội khác ngủ trong lều theo thứ hạng. |
| 193   | 13/42014 (17-18/3/2014)        | Kim Dong-jun (ZE:A), Kim Jung-nan, Kim Min-jong, Lee Sang-hwa, Lim Ju-hwan, Oh Man-seok, Ryu Seung-soo                                             | Ttangkkeut Auto Camp (Haenam-gun, Jeollanam-do)                         | Đội Mafia (Ji Suk-jin, Kim Jung-nan, Kim Min-jong, Oh Man-seok) | Đội cư dân thành phố (Yoo Jae-suk, Gary, Haha, Kim Jong-kook, Lee Kwang-soo, Song Ji-hyo, Kim Dong-jun, Lee Sang-hwa, Lim Ju-hwan, Ryu Seung-soo) | Tìm mafia | Đội Mafia Thắng Ji Suk-jin, Kim Jung-nan, Kim Min-jong, Oh Man-seok nhận được 10 huy hiệu "R" vàng. |
| 194   | 4/5/2014 (18/3/2014)           | Kim Dong-jun (ZE:A), Kim Jung-nan, Kim Min-jong, Lee Sang-hwa, Lim Ju-hwan, Oh Man-seok, Ryu Seung-soo                                             | Ttangkkeut Auto Camp (Haenam-gun, Jeollanam-do)                         | Đội Mafia (Ji Suk-jin, Kim Jung-nan, Kim Min-jong, Oh Man-seok) | Đội cư dân thành phố (Yoo Jae-suk, Gary, Haha, Kim Jong-kook, Lee Kwang-soo, Song Ji-hyo, Kim Dong-jun, Lee Sang-hwa, Lim Ju-hwan, Ryu Seung-soo) | Tìm mafia | Đội Mafia Thắng Ji Suk-jin, Kim Jung-nan, Kim Min-jong, Oh Man-seok nhận được 10 huy hiệu "R" vàng. |
| 195   | 11/5/2014 (7/4/2014)           | Chansung, Jun. K, Junho, Nichkhun, Wooyoung (2PM), CL, Gong Minzy, Park Bom, Sandara Park (2NE1), Jo Jung-chi (Shinchireem), Muzie, Yoon Jong-shin | Seoul Energy Dream Center (Sangam-dong, Mapo-gu, Seoul)                 | Đội 2NE1 (Gary, Kim Jong-kook, CL, Gong Minzy, Park Bom, Sandara Park) Đội Mystic 89 (Haha, Ji Suk-jin, Lee Kwang-soo, Jo Jung-chi, Muzie, Yoon Jong-shin) Đội 2PM (Song Ji-hyo, Chansung, Jun. K, Junho, Nichkhun, Wooyoung) | Đội 2NE1 (Gary, Kim Jong-kook, CL, Gong Minzy, Park Bom, Sandara Park) Đội Mystic 89 (Haha, Ji Suk-jin, Lee Kwang-soo, Jo Jung-chi, Muzie, Yoon Jong-shin) Đội 2PM (Song Ji-hyo, Chansung, Jun. K, Junho, Nichkhun, Wooyoung) | Đánh bại đội khác | Đội 2NE1 Thắng Đội 2NE1 nhận được cúp vàng. |
| 196   | 18/5/2014 (8/4/2014)           | Không khách mời | Severance Hospital (Sinchon-dong, Seodaemun-gu, Seoul)                  | Không đội | Không đội | Đánh bại thành viên khác | Song Ji-hyo Thắng |
| 197   | 25/5/2014 (19/5/2014)          | Không khách mời | Jamsil Students' Gymnasium (Jamsil-dong, Songpa-gu, Seoul)              | Yoo Jae-suk & Đại học quốc gia Chungbuk Gary & Đại học Kyonggi Haha & Đại học quốc gia Incheon Ji Suk-jin & Đại học quốc gia Chonbuk Kim Jong-kook & Đại học quốc gia Kangwon Lee Kwang-soo & Đại học Hàn Quốc Song Ji-hyo & Đại học quốc gia Pusan | Yoo Jae-suk & Đại học quốc gia Chungbuk Gary & Đại học Kyonggi Haha & Đại học quốc gia Incheon Ji Suk-jin & Đại học quốc gia Chonbuk Kim Jong-kook & Đại học quốc gia Kangwon Lee Kwang-soo & Đại học Hàn Quốc Song Ji-hyo & Đại học quốc gia Pusan | Đánh bại đội khác | Ji Suk-jin & Đại học quốc gia Chonbuk Thắng Yoo Jae-suk & Đại học quốc gia Chungbuk về nhì. Hai đội dẫn đầu mỗi học sinh nhận được tiền học bổng. |
| 198   | 1/6/2014 (20/5/2014)           | Choi Hee, Ha Yeon-soo, Han Hye-jin, Jin Se-yeon, Min-ah (Girl's Day), Narsha (BEG), Park Seo-joon                                                  | Samcheong-dong (Jongno-gu,Seoul)                                        | Yoo Jae-suk & Jin Se-yeon Gary & Min-ah Haha & Han Hye-jin Ji Suk-jin & Choi Hee Kim Jong-kook & Ha Yeon-soo Lee Kwang-soo & Narsha Song Ji-hyo & Park Seo-joon | Yoo Jae-suk & Jin Se-yeon Gary & Min-ah Haha & Han Hye-jin Ji Suk-jin & Choi Hee Kim Jong-kook & Ha Yeon-soo Lee Kwang-soo & Narsha Song Ji-hyo & Park Seo-joon | Có được đá mạnh nhất | Yoo Jae-suk & Jin Se-yeon Thắng Yoo Jae-suk & Jin Se-yeon nhận được nhẫn kim cương. |
| 199   | 8/6/2014 (26/5/2014)           | Park Ji Sung | Cửa hàng Homeplus Cheongna (Cheongna-dong, Seo-gu, Incheon)             | Đội Park Ji-sung (Park Ji-sung, Gary, Haha, Ji Suk-jin, Kim Jong-kook, Lee Kwang-soo, Song Ji-hyo, Yoo Jae-suk) | Đội Seol Ki-hyeon và thần tượng (Baro, Kim Dong-jun, Lee Chang-min, Lee Gi-kwang, Lee Min-hyuk, Leo, Yang Yo-seob, Yoon Doo-joon) | Đánh bại đội khác | Đội Seol Ki-hyeon và thần tượng Thắng |
| 200   | 15/6/2014 (2-3/6/2014)         | Park Ji Sung | Taman Safari (Bogor, West Java, Indonesia)                              | Không chia đội | Không chia đội | Hoàn thành Dream Cup hoặc nhiệm vụ thám hiểm                                                                                  | Tất cả đều Thắng |
| 201   | 22/6/2014 (13/5/2014)          | Bo-ra (Sistar), Chansung(2PM), Hoya (Infinite), Sung-kyu (Infinite) Jin-young (B1A4), Min-hyuk (CNBLUE), Min-ho (Shinee),                          | Ganghwado (Ganghwa-gun, Incheon)                                        | Đội Thần tượng Nông thôn (Yoo Jae-suk, Gary, Haha, Ji Suk-jin, Kim Jong-kook, Lee Kwang-soo, Song Ji-hyo) | Đội Thần tương Thành phố (Bo-ra, Chansung, Hoya, Jin-young, Kang Min-hyuk, Min-ho, Sung-kyu) | Đánh bại đội khác | Đội Thần tượng Nông thôn Thắng Mỗi thành viên Running Man nhận được nhẫn vàng. |
| 202   | 29/6/2014 (16/6/2014)          | Baek Sung-hyun, Cha Yu-ram, Fabien, Heo Kyung-hwan, Ji Sung, Joo Ji-hoon, Sam Otswiri, Son Na-eun (A Pink), Yoon Bo-mi (A Pink)                    | BlueOne Water Park (Bodeok-dong, Gyeongju, Gyeongsangbuk-do)            | Đội Người hùng thần tượng (Gary, Son Na-eun, Yoon Bo-mi) Đội Người hùng toàn cầu (Haha, Fabien, Sam Otswiri) Đội Người hùng thể thao (Ji Suk-jin, Kim Jong-kook, Cha Yu-ram) Đội Người hùng phim ảnh (Lee Kwang-soo, Ji Sung, Ju Ji-hoon) Đội Người hùng trai xinh gái đẹp (Song Ji-hyo, Baek Sung-hyun, Heo Kyung-hwan) | Đội Người hùng thần tượng (Gary, Son Na-eun, Yoon Bo-mi) Đội Người hùng toàn cầu (Haha, Fabien, Sam Otswiri) Đội Người hùng thể thao (Ji Suk-jin, Kim Jong-kook, Cha Yu-ram) Đội Người hùng phim ảnh (Lee Kwang-soo, Ji Sung, Ju Ji-hoon) Đội Người hùng trai xinh gái đẹp (Song Ji-hyo, Baek Sung-hyun, Heo Kyung-hwan) | Đánh bại đội khác | Đội Người hùng phim ảnh Thắng Lee Kwang-soo, Ji Sung, Ju Ji-hoon nhận được 15 tượng Cheomseongdae vàng. |
| 203   | 6/7/2014 (17/6/2014)           | Baek Sung-hyun, Cha Yu-ram, Fabien, Heo Kyung-hwan, Ji Sung, Joo Ji-hoon, Sam Otswiri, Son Na-eun (A Pink), Yoon Bo-mi (A Pink)                    | Trường tiểu học Hwasan (Hwasan-myeon, Yeongcheon, Gyeongsangbuk-do)     | Cặp đôi Mỹ nam (Yoo Jae-suk & Ju Ji-hoon) Cặp đôi Bi-a (Gary & Cha Yu-ram) Cặp đôi Sự kiện (Haha & Heo Kyung-hwan) Cặp đôi Ruột thịt (Ji Suk-jin & Song Ji-hyo) Cặp đôi Xem mắt (Kim Jong-kook & Son Na-eun) Cặp đôi Kỷ niệm (Baek Sung-hyun & Yoon Bo-mi) Cặp đôi Du lịch (Fabien & Sam Otswiri) | Thân chủ & Quân sư (Lee Kwang-soo & Ji Sung) | Đánh bại đội khác | Thân chủ & Quân sư Thắng Kim Jong-kook & Son Na-eun nhận tiền ở vị trí đầu tiên. Lee Kwang-soo & Ji Sung nhận tiền từ vị trí thứ hai đến thứ tư. |
| 204   | 13/7/2014 (30/6/2014)          | Ryu Seung-soo | Petite France (Gapyeong, Gyeonggi-do)                                   | Cuộc đua cá nhân Đội chú lùn (Ji Suk-jin, Yoo Jae-suk, Kim Jong-kook, Gary, Haha, Lee Kwang-soo, Ryu Seung-soo) Phù thủy (Song Ji-hyo) | Cuộc đua cá nhân Đội chú lùn (Ji Suk-jin, Yoo Jae-suk, Kim Jong-kook, Gary, Haha, Lee Kwang-soo, Ryu Seung-soo) Phù thủy (Song Ji-hyo) | Đánh bại thành viên khác | Song Ji-hyo Thắng Song Ji-hyo nhận được bảy thành vàng. |
| 205   | 20/7/2014 (7/7/2014)           | Baek Ji Young, Fei (Miss A), Hong Jin-young, Kang Seung-hyun, Lee Guk-joo                                                                          | Book & Book Distribution Center (Ilsandong-gu, Goyang, Gyeonggi-do)     | Đội đỏ (Yoo Jae-suk, Ji Suk-jin, Lee Kwang-soo, Song Ji-hyo, Kang Seung-hyun, Lee Guk-joo) | Đội xanh dương (Kim Jong-kook, Gary, Haha, Baek Ji-young, Fei, Hong Jin-young) | Thảy vòng vào cột | Đội xanh dương Thắng Đội xanh dương nhận tất cả giải thưởng. |
| 206   | 27/7/2014 (8/7/2014)           | Hong Seok-cheon, Joo Won | Ranee Chef Academy (Sinchon-dong, Seodaemun-gu, Seoul)                  | Đội xanh dương (Yoo Jae-suk, Lee Kwang-soo, Joo Won) Đội xanh lá (Kim Jong-kook, Haha, Hong Seok-cheon) Đội cam (Gary, Ji Suk-jin, Song Ji-hyo) | Đội xanh dương (Yoo Jae-suk, Lee Kwang-soo, Joo Won) Đội xanh lá (Kim Jong-kook, Haha, Hong Seok-cheon) Đội cam (Gary, Ji Suk-jin, Song Ji-hyo) | Nấu các món ăn ngon nhất | Đội xanh lá Thắng Đội xanh lá nhận được 3 huy hiệu "R" vàng. |
| 207   | 3/8/2014 (21/7/2014)           | Kim Hee-chul (Super Junior), Kim Je-dong, Lee So-yeon, Nam Hee-suk, Park Soo-hong                                                                  | Công viên Nongshim (Deogyang-gu, Goyang, Gyeonggi-do)                   | Đội Running Man (Yoo Jae-suk, Gary, Haha, Kim Jong-kook, Lee Kwang-soo, Song Ji-hyo) | Đội JSJ (Ji Suk-jin, Kim Hee-chul, Kim Je-dong, Lee So-yeon, Nam Hee-suk, Park Soo-hong) | Kiếm thỏi vàng | Đội JSJ Thắng Đội Running Man nhận được 14 thỏi vàng. |
| 208   | 10/8/2014 (28/7/2014)          | Suzy (Miss A) | Hyundai Department Store (Mok-dong, Yangcheon-gu, Seoul)                | Tôi là phóng viên của bạn: Đội Hallyu hươu cao cổ (Lee Kwang-soo, Yoo Jae-suk) Đội Hallyu Suzy (Suzy, Gary, Haha, Kim Jong-kook, Ji Suk-jin, Song Ji-hyo) Quản lý thể lực ngôi sao: Đội Hallyu hươu cao cổ (Lee Kwang-soo, Yoo Jae-suk, Ji Suk-jin) Đội Hallyu Suzy (Suzy, Gary, Haha, Kim Jong-kook, Song Ji-hyo) | Dấu tay Hallyu Star: Đội Hallyu hưu cao cổ (Lee Kwang-soo, Yoo Jae-suk, Haha, Ji Suk-jin) Đội Hallyu Suzy (Suzy, Gary, Kim Jong-kook, Song Ji-hyo) Xé bảng tên trong thời gian nhanh nhất: Đội Hallyu hươu cao cổ (Lee Kwang-soo, Yoo Jae-suk, Haha) Đội Hallyu Suzy (Suzy, Gary, Kim Jong-kook, Ji Suk-jin, Song Ji-hyo) | Đánh bại đội khác | Đội Hallyu Suzy Team Thắng Suzy nhận được cúp vàng. |
| 209   | 17/8/2014 (29/7/2014)          | Chun Myung-hoon, Danny Ahn (god), Eun Ji-won, Kai (EXO), Se-hun (EXO), Moon Hee-joon, Soyou (Sistar), Tae-min (Shinee)                             | Gwangneung Bonsai Art Park (Pocheon, Gyeonggi-do)                       | Đội Running Idol (Yoo Jae-suk, Gary, Ji Suk-jin, Lee Kwang-soo, Song Ji-hyo) Đội thần tượng đời đầu (Kim Jong-kook, Chun Myung-hoon, Danny Ahn, Eun Ji-won, Moon Hee-joon) Đội thần tượng mới (Haha, Kai, Se-hun, So-you, Tae-min) | Đội Running Idol (Yoo Jae-suk, Gary, Ji Suk-jin, Lee Kwang-soo, Song Ji-hyo) Đội thần tượng đời đầu (Kim Jong-kook, Chun Myung-hoon, Danny Ahn, Eun Ji-won, Moon Hee-joon) Đội thần tượng mới (Haha, Kai, Se-hun, So-you, Tae-min) | Giải quyết bí mật tam giác | Đội Running Idol Thắng |
| 210   | 24/8/2014 (4/8/2014)           | Choi Bu-kyung, Kim Hwan, Kim Won-hyo, Lee Hye-jeong, Seolhyun (AOA), Wooyoung (2PM), Yook Jook-wan                                                 | SBS Prism Tower (Sangam-dong, Mapo-gu, Seoul)                           | Lee Kwang-soo & Wooyoung Yoo Jae-suk & Kim Won-hyo Ji Suk-jin & Seolhyun Gary & Lee Hye-jeong Song Ji-hyo & Yook Joong-wan Kim Hwan & Kim Jong-kook Haha & Choi Bu-kyung | Lee Kwang-soo & Wooyoung Yoo Jae-suk & Kim Won-hyo Ji Suk-jin & Seolhyun Gary & Lee Hye-jeong Song Ji-hyo & Yook Joong-wan Kim Hwan & Kim Jong-kook Haha & Choi Bu-kyung | Đánh bại đội khác trong Alkagi                                                                                                | Song Ji-hyo & Yook Joong-wan Thắng Song Ji-hyo & Yook Joong-wan mỗi người nhận được bàn cờ vây. Cổ động viên đoán đúng nhận được một thanh vàng. |
| 211   | 31/8/2014 (11/8/2014)          | Ailee, Im Seul-ong (2AM), Ji Chang-wook, Kim Tae-woo, Lee Sung-jae, Skull, Song Eun-yi                                                             | Bảo tàng trẻ em Incheon (Munhak-dong, Nam-gu,Incheon)                   | Yoo Jae-Suk & Lee Sung-jae Gary & Ailee Haha & Skull Ji Suk-jin & Song Eun-yi Kim Jong-kook & Kim Tae-woo Lee Kwang-soo & Ji Chang-wook Song Ji-hyo & Im Seul-ong | Yoo Jae-Suk & Lee Sung-jae Gary & Ailee Haha & Skull Ji Suk-jin & Song Eun-yi Kim Jong-kook & Kim Tae-woo Lee Kwang-soo & Ji Chang-wook Song Ji-hyo & Im Seul-ong | Sử dụng ký hiệu toán học và các con số để biến 1470 thành 0 để thoát khỏi sự trừng phạt ở Đài Loan                            | Gary & Ailee, Kim Jong-kook & Kim Tae-woo, Song Ji-hyo & Im Seul-ong Thắng Yoo Jae-suk & Lee Sung-jae, Haha & Skull, Lee Kwang-soo & Ji Chang-wook, và Ji Suk-jin nhận hình phạt chơi tàu lượn siêu tốc. (Song Eun-yi không thể có mặt tại Đài Loan) |
| 212   | 7/9/2014 (11/8/2014)           | Ailee, Im Seul-ong (2AM), Ji Chang-wook, Kim Tae-woo, Lee Sung-jae, Skull, Song Eun-yi                                                             | Leofoo Village Theme Park (Đài Loan)                                    | Yoo Jae-Suk & Lee Sung-jae Gary & Ailee Haha & Skull Ji Suk-jin & Song Eun-yi Kim Jong-kook & Kim Tae-woo Lee Kwang-soo & Ji Chang-wook Song Ji-hyo & Im Seul-ong | Yoo Jae-Suk & Lee Sung-jae Gary & Ailee Haha & Skull Ji Suk-jin & Song Eun-yi Kim Jong-kook & Kim Tae-woo Lee Kwang-soo & Ji Chang-wook Song Ji-hyo & Im Seul-ong | Sử dụng ký hiệu toán học và các con số để biến 1470 thành 0 để thoát khỏi sự trừng phạt ở Đài Loan                            | Gary & Ailee, Kim Jong-kook & Kim Tae-woo, Song Ji-hyo & Im Seul-ong Thắng Yoo Jae-suk & Lee Sung-jae, Haha & Skull, Lee Kwang-soo & Ji Chang-wook, và Ji Suk-jin nhận hình phạt chơi tàu lượn siêu tốc. (Song Eun-yi không thể có mặt tại Đài Loan) |
| 213   | 21/9/2014 (19/8/2014)          | Choi Yeo-jin, Kim Min-seo Lee Yoo-ri, Seo Woo, Yoo In-young                                                                                        | Partyum Luna (Dongchun-1-dong, Yeonsu-gu, Incheon)                      | Yoo Jae-suk & Seo Woo Kim Jong-kook & Kim Min-seo Kang Gary & Lee Yoo-ri Haha & Yoo In-young Song Ji-hyo & Ji Suk-jin Lee Kwang-soo & Choi Yeo-jin | Yoo Jae-suk & Seo Woo Kim Jong-kook & Kim Min-seo Kang Gary & Lee Yoo-ri Haha & Yoo In-young Song Ji-hyo & Ji Suk-jin Lee Kwang-soo & Choi Yeo-jin | Tìm bảng tên của tài phiệt và dán vào đồng đội nam của mình                                                                   | Yoo Jae-suk & Kim Min-seo Thắng Kim Min-seo nhận được nhẫn vàng. |
| 214   | 28/9/2014 (1/9/2014)           | Rain Krystal Park Young-gyu Kim Ki-bang Alex | Judo Club (Gyeonggi-do)                                                 | Đội Running Man (Gary, Haha, Ji Suk-jin, Kim Jong-kook, Lee Kwang-soo, Song Ji-hyo) Đội My Lovely Girl (Yoo Jae-suk, Rain, Krystal, Park Young-gyu, Kim Ki-bang, Alex) | Giám khảo (Haha, Alex, Park Young-gyu) Đội Running Man (Gary, Ji Suk-jin, Kim Jong-kook, Lee Kwang-soo, Song Ji-hyo) Đội My Lovely Girl (Yoo Jae-suk, Rain, Krystal, Kim Ki-bang) | Qua buổi thử giọng Rpop chung kết                                                                                             | Đội My Lovely Girl Thắng Giám khảo Park Young-gyu và Alex bị phạt. Giám khảo Haha được cứu bởi đội chiến thắng. |
| 215   | 5/10/2014 (23/9/2014)          | Jo Jung-suk, Shin Min-ah | Korea Job World (Bundang-gu, Seongnam, Gyeonggi-do)                     | Đội gia đình cô dâu (Yoo Jae-suk, Ji Suk-jin, Lee Kwang-soo, Song Ji-hyo, Shin Min-a) | Đội gia đình chú rể (Gary, Haha, Kim Jong-kook, Jo Jung-suk) | Thu thập vé số | Đội gia đình chú rể Thắng Chú rể Gary chia sẻ số tiền với cô dâu Shin Min-a. Cả hai nhận được nhẫn đôi. |
| 216   | 12/10/2014 (29/9/2014)         | Không khách mời | Some Sevit (Banpo-dong, Seocho-gu, Seoul)                               | Running Heroes Yoo Jae-suk đóng vai Yoo-perman Gary trong vai Gae Oh Gong Haha trong vai Ha Gil Dong Ji Suk-jin trong vai Jitman Kim Jong-kook trong vai Kook-verine Lee Kwang-soo trong vai Kwang-vatar Song Ji-hyo trong vai Wonder Blank | Running Heroes Yoo Jae-suk đóng vai Yoo-perman Gary trong vai Gae Oh Gong Haha trong vai Ha Gil Dong Ji Suk-jin trong vai Jitman Kim Jong-kook trong vai Kook-verine Lee Kwang-soo trong vai Kwang-vatar Song Ji-hyo trong vai Wonder Blank | Lấy lại sức mạnh | Tất cả Thắng |
| 217   | 19/10/2014 (7/10/2014)         | Jo Jin-woong Kim Sung-kyun Oh Sang Jin | Sono Felice Equestrian Club (Hongcheon, Gangwon-do)                     | The Upper Village Gang (Yoo Jae-suk, Haha, Cho Jin-woong, Kim Sung-kyun, Oh Sang-jin) The Lower Village Gang (Gary, Ji Suk-jin, Kim Jong-kook, Lee Kwang-soo, Song Ji-hyo) | Không chia đội | Đánh bại các thành viên khác trong cuộc đua Bingo chết chóc                                                                   | Kim Jong-kook Thắng Kim Jong-kook nhận được bảng bingo vàng. |
| 218   | 26/10/2014 (6/10/2014)         | Oh Yeon-seo Kim Ji-hoon Jung Eun Ji (A Pink) | Suwon Cultural Foundation SK Atrium (Suwon Gyeoggi-do)                  | Đội nhiệm vụ (Yoo Jae-suk, Gary, Haha, Ji Suk-jin, Lee Kwang-soo, Song Ji-hyo, Kim Ji-hoon, Oh Yeon-seo) | Thủ phạm (Kim Jong-kook) | Tìm máy ảnh và chụp hình với buổi trình diễn trong R Orchestra./ Tìm các gợi ý để tìm ra thủ phạm người đánh bại Jung Eun-ji. | Lee Kwang-soo Thắng Lee Kwang-soo báo cáo thủ phạm Kim Jong-kook, người bị bắt giữ bởi R S.W.A.T. Vì vậy, Lee Kwang-soo nhận cúp và hộp violin box.                                                                                                  |
| 219   | 2/11/2014 (21/10/2014)         | Han Sang-jin, Han Ye-seul, Joo Sang-wook, Jung Gyu-woon, Wang Ji-hye                                                                               | TBD                                                                     | Đội hiệp sĩ trắng Đội hiệp sĩ đen (các thành viên chuyển đổi giữa các đội sau các nhiệm vụ) | Đội cuối cùng: Đội hiệp sĩ trắng (Gary, Lee Kwang-Soo, Song Ji-hyo, Han Ye-seul, Hang Sang-jin) Đội hiệp sĩ đen (Yoo Jae-suk, Haha, Kim Jong-kook, Ji Suk-jin, Joo Sang-wook, Jung Gyu-woon, Wang Ji-hye) | Đội hiệp sĩ trắng: Tập hợp tất cả thành viên Đội hiệp sĩ đen: Xâm nhập vào đội hiệp sĩ trắng                                  | Đội hiệp sĩ trắng Thắng |
| 220   | 9/11/2014 (27/10/2014)         | Jang Dong-min, KangNam (M.I.B), Kim Min-kyo, Park Soo-hong, Song Jae-rim                                                                           | Đảo Nodeulseom (Yeouido, Cầu Hangang, Seoul)                            | Yoo Jae-suk & Ji Suk-jin Gary & KangNam Haha & Kim Min-kyo Kim Jong-kook & Park Soo-hong Lee Kwang-soo & Song Jae-rim Song Ji-hyo & Jang Dong-min | Yoo Jae-suk & Ji Suk-jin Gary & KangNam Haha & Kim Min-kyo Kim Jong-kook & Park Soo-hong Lee Kwang-soo & Song Jae-rim Song Ji-hyo & Jang Dong-min | Thoát khỏi đảo bằng dây thừng họ chọn gắn liền với thuyền                                                                     | Haha & Kim Min-kyo Thắng Haha & Kim Min-kyo nhận được món tráng miệng đặc biệt với nhẫn vàng bên trong. |
| 221   | 16/11/2014 (3/11/2014)         | Bobby Kim, Hong Jin-young, Jung-in, Kim Kyung-ho, Kim Yeon-woo, Kyuhyun (Super Junior), Leeteuk (Super Junior) Narsha (BEG)                        | Green Tea Research Facilities (Hadong-gun, Gyeongsangnam-do)            | Đội Xanh (Yoo Jae-suk, Kim Yeon-woo, Kim Kyung-ho) Đội Đen (Gary, Jung-in, Bobby Kim) Đội Vàng (Haha, Ji Suk-jin, Narsha) Đội Trắng (Kim Jong-kook, Lee Kwang-soo, Hong Jin-young) Đội Đỏ Tía (Song Ji hyo, Leeteuk, Kyuhyun) | Đội Xanh (Yoo Jae-suk, Kim Yeon-woo, Kim Kyung-ho) Đội Đen (Gary, Jung-in, Bobby Kim) Đội Vàng (Haha, Ji Suk-jin, Narsha) Đội Trắng (Kim Jong-kook, Lee Kwang-soo, Hong Jin-young) Đội Đỏ Tía (Song Ji hyo, Leeteuk, Kyuhyun) | Tìm micro có đánh dấu "R" và đứng trên sân khấu thực sự tại concert ở núi Jiri                                                | Đội Xanh Thắng Đội Xanh nhận được bảy món đặc sản của núi Jiri. |
| 222   | 23/11/2014 (4/11/2014)         | Không khách mời | Agyang-myeon, Hadong-gun, Gyeongsangnam-do                              | Giải quyết xếp hình/Tìm thức ăn: Không chia đội | Sao Hỏa (Yoo Jae-suk, Gary, Haha, Ji Suk-jin, Lee Kwang-soo, Song Ji-hyo) Sao Kim (Kim Jong-kook) | Loại bỏ những người ngoài hành tinh khác và trở về hành tinh                                                                  | Song Ji-hyo Thắng Song Ji-hyo nhận được vàng, nhưng với điều kiện cô phải chụp hình ở nơi công khai với trang phục sau khi ghi hình. |
| 223   | 30/11/2014 (17/11/2014)        | Không khách mời | Nexon Korea (Sampyeong-dong, Bundang-gu, Seongnam-si, Gyeonggi-do)      | Đi làm việc mà không bị trễ/Flattery Pep Rally: Không đội Kết thúc đàm phán — Xé bảng tên: Đội Running Man (Yoo Jae-suk, Gary, Haha, Ji Suk-jin, Kim Jong-kook, Lee Kwang-soo, Song Ji-hyo) Người mua nước ngoài (Brad Moore, Chris Johnson, Fabien, Greg Priester, Jake Pains, John Rosenthal, Mark Taylor) | Họ Gae (Gary, Song Ji-hyo, Yoo Jae-suk) Họ Ha (Haha, Kim Jong-kook) Họ Lee (Lee Kwang-soo, Ji Suk-jin) | Thăng chức bằng cách thắng trong trò chơi kéo-búa-bao                                                                         | Họ Ha Thắng Haha, Kim Jong-kook, và 10 người hỗ trợ mỗi người nhận được thỏi vàng. |
| 224   | 7/12/2014 (18/11/2014)         | Han Groo, Jeon So-min, Kyung Soo-jin, Lee Sung-kyung, Song Ga-yeon                                                                                 | MTP Mall (Simgok-ro, Seo-gu, Incheon)                                   | Yoo Jae-suk & Han Groo Gary & Kyung Soo-jin Haha & Lee Sun-kyung Ji Suk-jin & Song Ji-hyo Kim Jong-kook & Song Ga-yeon Lee Kwang-soo & Jeon So-min | 1 vs 5 Bell trốn tìm: Tấn công (Gary & Kyung Soo-jin) Phòng thủ (Yoo Jae-suk & Han Groo, Haha & Lee Sung-kyung, Ji Suk-jin & Song Ji-hyo, Kim Jong-kook & Song Ga-yeon, Lee Kwang-soo & Jeon So-min) | Đánh bại đội khác | Gary & Kyung Soo-jin Thắng Gary & Kyung Soo-jin nhận được nhẫn R đôi. |
| 225   | 14/12/2014 (1/12/2014)         | Kim Woo-bin, Lee Hyun Woo | Bảo tàng quốc gia Hàn Quốc (Seobinggo-ro, Yongsan-gu, Seoul             | Đội Đen (Yoo Jae-suk, Lee Kwang-soo, Kim Woo-bin) Đội Đỏ (Gary, Haha, Ji Suk-jin) Đội Xanh (Kim Jong-kook, Song Ji-hyo, Lee Hyun-woo) | Đội điệp viên (Lee Kwang-soo, Kim Woo-bin) | Tìm mật mã cổ xưa và loại bỏ thành viên khác                                                                                  | Kim Woo-bin Thắng |
| 226   | 21/12/2014 (24/11/2014)        | Kang Hye-jung, Kim Hye-ja, Lee Chun-hee, | Korea Job World (Bundang-gu, Seongnam, Gyeonggi-do)                     | Không đội | Không đội | Hoàn thành viên nhiệm vụ của tổ chế tác                                                                                       | Mọi người Thắng 6.18 triệu ₩ quyên góp cho Tổ chức Tầm nhìn Thế giới dưới tên khách mời. |
| 227   | 28/12/2014 (22/12/2014)        | Ryu Hyun-jin, Kang Jung-ho | Sân vận động bóng chày Mokdong (Yangcheon-gu, Mok-dong, Seoul)          | Không đội | Không đội | Hoàn thành viên nhiệm vụ của tổ chế tác                                                                                       | Mọi người Thắng Thành viên và khách mời trao quà cho học sinh và cầu thủ bóng chày của trường trung học Wondong. |